# Китич, Миле
Милойко "Миле" Китич (серб. Милојко "Миле" Китић; родился 1 января 1952 года) — сербский эстрадный певец. Стал известным в 1980-х годах, как исполнитель популярного коллектива «Јужни ветар».

## Биография
Родился 1 января 1952 года в селе Церани близ города Дервента, СР Босния и Герцеговина, Югославия. Выпускник старшей школы города Вогошча.
Песня «Čija si ljubav», записанная в 1975 году, стала первой песней Китича.
В 1980 году выступил на фольклорном фестивале города Илиджа, где с песней «Mala iz Novog Pazara» занял первое место. Дебютный альбом «Moja slatka mala» вышел в 1982 году. В 1984 году присоединился к группе «Јужни ветар», войдя в состав «большой пятёрки» вокалистов (вместе с Синаном Сакичем, Драганой Миркович, Кемалем Маловчичем и Шемсой Сулякович). Во время Боснийской войны он с семьёй уехал в Белград. 
В 1998 году стал первым певцом, выпустившим альбом в новосозданном звукозаписывающем лейбле Grand Production.
Отец двух дочерей от двух браков. Первая супруга — Босилька. Она родила старшую дочь Саню, которая родила двух внуков. Вторая супруга — известная сербская певица Марта Савич. Их дочка Елена Китич пошла по стопам своих родителей и стала певицей. Семья проживает в Белграде, также у них есть дом в Ганновере.

## Дискография
- Moja slatka mala (1982)
- Jorgovani plavi (1983)
- Čaša ljubavi (1984)
- Ja neću ljepšu (1985)
- Kockar (1986)
- Mogao sam biti car (1987)
- Što da ne (1988)
- Osvetnik   (1989)
- Stavi karte na sto (1990)
- Gledaj me u oči (1991)
- Ćao, Jelena (1992)
- Vuk samotnjak (1993)
- Moj sokole (1994)
- Okreni jastuk (1995)
- Ratnik za ljubav  (1996)
- Ostaj ovde  (1997)
- Do sreće daleko, do Boga visoko  (1998)
- Tri života  (1999)
- Zlato, srebro, dukati  (2000)
- Plava ciganko (2001)
- Budi moja  (2001)
- Policijo, oprosti mi (2003)
- Zemljotres (2004)
- Šampanjac (2005)
- Šanker  (2008)
- Paklene godine (2012)
- Rakija (2013)
- Nokaut (2014)
- Mađioničar (2017)
- Kazanova (2019)